# Vallentuna IP
Vallentuna Idrottsplats (Vallentuna IP) är idrottsplatsen i tätorten Vallentuna. På Valletuna IP bedrivs många olika sporter och aktiviteter. 
Ishockey, fotboll, tennis, konståkning, friidrott och scoutkår finns tillgängligt på idrottsplatsen. 
Idrottsplatsen innefattar två ishallar, tre fotbollsplaner (varav en gräsplan och två konstgräsplaner), en tennishall med två utomhusbanor och även ett motionsspår. Under 2021 öppnades det två padelbanor också.  
Hockeyettan laget Vallentuna Hockey spelar sina hemmamatcher i Vallentuna Ishall och det gör även laget Ormsta HC. 
Fotbollslagen med Vallentua IP som hemmaplan är Vallentuna BK, Vallentuna Damfotboll samt Ormsta BK.